# Peter Knubel

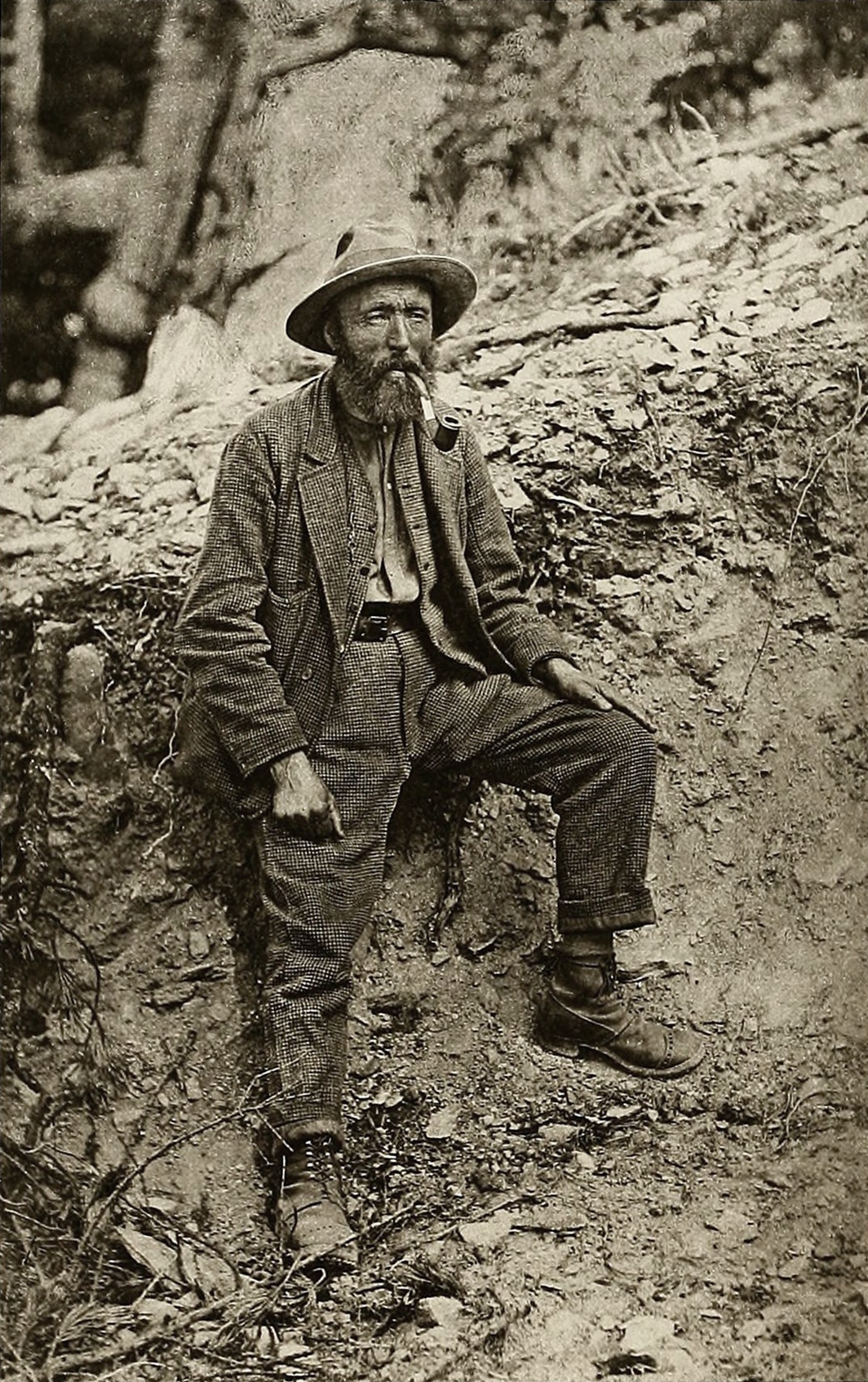
Peter Knubel im Jahre 1897

Peter Knubel (* 1832 in St. Niklaus; † 6. April 1919 ebenda) war ein Walliser Bergsteiger und Bergführer. Er war der Erstbesteiger des Elbrus mit 5642 m.

## Erstbesteiger des höchsten Bergs Europas
Im Jahre 1874 leitete Peter Knubel die erste Expedition in den Kaukasus mit Schweizer Beteiligung. Am 26. Juli 1874 führte er die Erstbesteigung des 5642 m hohen Elbrus durch. Knubel war somit auch der erste Schweizer Bergführer, der ausserhalb der Alpen einen Berg erstiegen hatte.

## Matterhornführer
Im Jahre 1868 war Peter Knubel Miterbauer der ersten Matterhornhütte am Hörnligrat auf 3818 m ü. M. und Mitzweitbesteiger des Hörnligrats jeweils mit seinem besten Freund Josef Marie Lochmatter, dem Begründer und Stammhalter der bekannten St. Niklauser Bergführerdynastie.
Peter Knubel führte noch mit 76 Jahren Matterhornführungen durch, die zumindest von  Gästen in seinem Führerbuch gelobt werden. Auch in seinem 80. Lebensjahr hatte er mit Bergfreunden «seinen» Berg bestiegen.

## Erstbegehungen (Auswahl)
- 13. September 1871: Erstbegehung der Westflanke der Dent Blanche mit Josef Marie Lochmatter und R. Flower
- 18. August 1873: Erstbesteigung des Schwarzhorns (Corno Nero) mit seinem Bruder Niklaus Knubel
- 26. Juli 1874: Erstbesteigung des Elbrus im Kaukasus
- 3. August 1876: Erstbesteigung des Mont Collon
- die weiteren Erstbegehungen siehe folgend unter Literatur